# Daryl Hannah
 (mai 2021).
Si vous disposez d'ouvrages ou d'articles de référence ou si vous connaissez des sites web de qualité traitant du thème abordé ici, merci de compléter l'article en donnant les références utiles à sa vérifiabilité et en les liant à la section « Notes et références ».
Pour les articles homonymes, voir Hannah.
Daryl Hannah est une actrice américaine, née le 3 décembre 1960 à Chicago en Illinois. Elle est surtout connue pour son rôle de Madison, la sirène de Splash (1984), ainsi que celui de Pris dans Blade Runner (1982).
Après ses débuts à l'écran en 1978, elle joue dans de nombreux films à Hollywood dans les années 1980 et incarne, dans les années 2000, des rôles remarqués, notamment celui de Elle Driver dans le diptyque Kill Bill : Volume 1 / Volume 2 de Quentin Tarantino, après une parenthèse dans les années 1990.
Elle est depuis longtemps engagée dans la protection de l'environnement.

## Biographie

### Jeunesse
Daryl Christine Hannah est la fille de Donald Hannah, le propriétaire d'une compagnie de remorqueurs et de barges et de Susan, productrice. Ses parents divorcent peu après sa naissance et sa mère se remarie avec Jerrold Wexler, un homme d'affaires, frère du cinéaste Haskell Wexler.
Elle grandit avec un sentiment de rivalité envers son frère, Don, et sa sœur, Page Hannah, ainsi qu'envers sa demi-sœur Tanya Wexler[réf. nécessaire]. Elle fréquente l'école Francis Parker (en) et le Chicago Latin School à Chicago jusqu'à la terminale quand elle déménage à Parker. Enfant, elle perd le bout de son index gauche dans un accident (dans ses films, elle porte souvent une prothèse au niveau de l'empreinte digitale).

### Carrière
Elle fait ses débuts au cinéma en 1978 dans le film Furie de Brian De Palma.
La décennie suivante fait d'elle un sex-symbol. En 1982, elle perce avec le rôle d'un des réplicants du film Blade Runner de Ridley Scott puis enchaîne en 1984 grâce son rôle de sirène dans le film de Ron Howard, Splash, qui connaît un grand succès commercial et la hisse au rang de vedette. Suivront d'autres nombreux succès, tels que Le Pape de Greenwich Village avec Mickey Rourke, L'Affaire Chelsea Deardon dont elle partage l'affiche avec Robert Redford et Debra Winger, Roxanne aux côtés de Steve Martin et High Spirits. S'ajoute le film culte Wall Street d'Oliver Stone avec Michael Douglas et Charlie Sheen, et enfin Potins de femmes qui met aussi en vedette Sally Field, Dolly Parton, Olympia Dukakis, Shirley MacLaine et la toute jeune Julia Roberts.
Durant les années 1990, Daryl Hannah reste très présente avec des films comme En liberté dans les champs du seigneur, Les Aventures d'un homme invisible, Les Grincheux, Les Cent et Une Nuits de Simon Cinéma, Les Liens du sang, Two Much, Une vraie blonde et The Gingerbread Man.

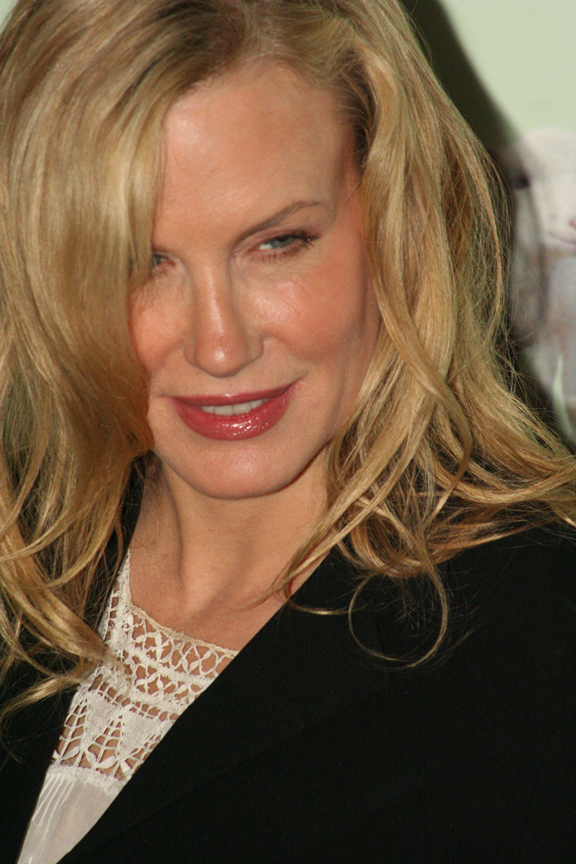
L'actrice en 2006.

Pourtant très active dans le cinéma, les films dans lesquels elle se produit depuis 2000 sont restés très confidentiels à l'exception notable de sa participation marquante au diptyque Kill Bill : Volume 1 / Volume 2 de Quentin Tarantino. Elle retrouve d'ailleurs son collègue de Kill Bill, Michael Madsen, dans le téléfilm Skin Traffik d'Ara Paiaya sorti en 2015.
Elle fait une apparition en 2002 dans le clip Feel de Robbie Williams.

### Vie privée
Elle est végétarienne depuis ses 7 ans.
Elle a eu une liaison avec le chanteur Jackson Browne ainsi qu'avec l'acteur Val Kilmer [réf. nécessaire].
De 1989 à 1994, elle est en couple avec John Fitzgerald Kennedy, Jr..
En couple depuis 2014 avec le musicien Neil Young (de quinze ans son aîné), elle se marie avec ce dernier le 25 août 2018.
Elle confie en 2015 avoir été harcelée à l'école à cause de sa grande taille (1,79m), de son autisme et de ses cheveux blonds virant au blanc.

### Engagements
Hannah a une sensibilité écologiste : elle a son propre blog vidéo nommé DH Love Life, sur les solutions de développement durable. Elle est souvent filmée ou enregistrée comme invitée à l'écran de son blog. Sa maison possède des réflecteurs solaires et est construite avec des matériaux écologiques ; sa voiture utilise du biodiesel comme carburant. À la fin de 2006, elle est volontaire pour être juge au Treehugger.com's, un débat sur le film d'Al Gore Une vérité qui dérange[réf. nécessaire].

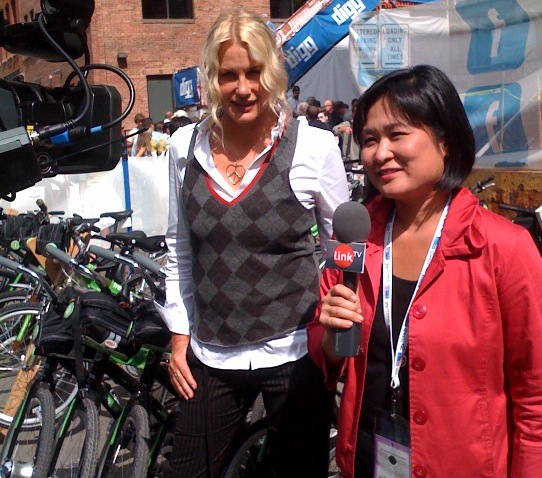
L'actrice à un interview de Link TV durant la Convention nationale démocrate en 2008 à Denver.

Pour contrer la chasse à la baleine menée par des navires baleiniers japonais, elle participe à la Sea Shepherd Conservation Society. Le navire, le Steve Irwin, est parti fin novembre 2008, de la Marina Rivergate de Brisbane en Australie. Il mène souvent des actions très violentes qualifiées d'éco-terrorisme par le gouvernement du Japon.
En octobre 2012, alors qu'elle participe à une manifestation contre l'installation d'un pipeline au Texas, elle est arrêtée pour « intrusion criminelle sur une propriété privée »[réf. nécessaire].
Enchaînée aux grilles de la Maison-Blanche pour demander à Barack Obama de renoncer au projet d'oléoduc géant Keystone XL, Daryl Hannah figure aussi parmi la cinquantaine de manifestants arrêtés par la police le 13 février 2013 à Washington.
Lors de la campagne pour l'élection présidentielle américaine de 2016, elle soutient Bernie Sanders.

### Distinctions
- Environmental Media Awards 2004 : prix de l'engagement
- National Biodiesel Board 2004 : personnalité influente de l'année
- Prix de l'environnement et de la préservation 2006
- Water Quality Awards 2006 : prix de l'activité écologiste

## Filmographie

### Cinéma

#### Années 1970-1980
- 1978 : Furie (The Fury) de Brian De Palma : Pam
- 1981 : Hard Country de David Greene : Loretta
- 1982 : Blade Runner de Ridley Scott : Pris
- 1982 : Amours de vacances (Summer Lovers) de Randal Kleiser : Cathy Featherstone
- 1983 : The Final Terror d'Andrew Davis : Windy Morgan
- 1984 : Reckless de James Foley : Tracey Prescott
- 1984 : Splash de Ron Howard : Madison
- 1984 : Le Pape de Greenwich Village (The Pope of Greenwich Village) de Stuart Rosenberg : Diane
- 1986 : Le Clan de la caverne des ours (The Clan of the Cave Bear) de Michael Chapman : Ayla
- 1986 : L'Affaire Chelsea Deardon (Legal Eagles) de Ivan Reitman : Chelsea Deardon
- 1987 : Roxanne de Fred Schepisi : Roxanne Kowalski
- 1987 : Wall Street de Oliver Stone : Darien Taylor
- 1988 : High Spirits de Neil Jordan : Mary Plunkett Brogan
- 1989 : Potins de femmes (Steel Magnolias) de Herbert Ross : Annelle Dupuy Desoto

#### Années 1990
- 1990 : Crimes et Délits (Crimes and Misdemeanors) de Woody Allen : Lisa Crosley (non créditée)
- 1990 : Les Fous de la pub (Crazy People) de Tony Bill : Kathy Burgess
- 1991 : En liberté dans les champs du seigneur (At Play in the Fields of the Lord) de Héctor Babenco : Andy Huben
- 1992 : Les Aventures d'un homme invisible (Memoirs of an Invisible Man) de John Carpenter : Alice Monroe
- 1993 : Les Grincheux (Grumpy Old Men) de Donald Petrie : Melanie
- 1994 : Les Chenapans (The Little Rascals) de Penelope Spheeris : Miss Crabtree
- 1995 : Les Cent et Une Nuits de Simon Cinéma d'Agnès Varda : une actrice muette
- 1995 : Les Liens du sang (The Tie That Binds) de Wesley Strick : Leann Netherwood
- 1995 : Two Much de Fernando Trueba : Liz
- 1995 : Les Grincheux 2 (Grumpier Old Men) de Howard Deutch : Melanie Gustafson
- 1996 : Les derniers jours de Frankie la Mouche de Peter Markle : Margaret
- 1997 : Une vraie blonde (The Real Blonde) de Tom DiCillo : Kelly
- 1998 : The Gingerbread Man de Robert Altman : Lois Harlan
- 1998 : La Famille Addams : Les Retrouvailles (Addams Family Reunion) (Vidéo) de Dave Payne : Morticia Addams
- 1998 : Hi-Life de Roger Hedden : Maggie
- 1999 : Speedway Junky de Nickolas Perry : Veronica
- 1999 : Mon Martien bien-aimé (My Favorite Martian) de Donald Petrie : Lizzie
- 1999 : Wildflowers (en) de Melissa Painter : Sabine
- 1999 : Otages en péril (Diplomatic Siege) de Gustavo Graef-Marino : Erika Long

#### Années 2000
- 2000 : Jeu mortel (Cord) de David Worth : Anne White
- 2001 : Dancing at the Blue Iguana de Michael Radford : Angel
- 2001 : Cowboy Up de Xavier Koller : Celia Jones
- 2001 : Jackpot (en) des Frères Polish : Bobbi
- 2002 : Bank de Sinan Çetin : Une petite amie américaine
- 2002 : Le Temps d'un automne (A Walk to Remember) de Adam Shankman : Cynthia Carter
- 2002 : Hard Cash de Predrag Antonijevic : Virginia
- 2003 : Northfork des Frères Polish : Flower Hercules
- 2003 : The Job de Kenny Golde : C.J. Marsh
- 2003 : The Big Empty de Steve Anderson : Stella
- 2003 : Casa de los babys de John Sayles : Skipper
- 2003 : Kill Bill : Volume 1 (Kill Bill: Vol. 1) de Quentin Tarantino : Elle Driver
- 2004 : Kill Bill : Volume 2 (Kill Bill: Vol. 2) de Quentin Tarantino : Elle Driver
- 2004 : Yo puta de María Lidón : Adriana
- 2004 : Silver City de John Sayles : Maddy Pilager
- 2004 : Careful What You Wish For (court-métrage) de Acne : la patronne du magasin
- 2006 : Love Is the Drug de Elliot Lester : Sandra Brand
- 2006 : Keeping Up with the Steins de Scott Marshall : Sandy / Sacred Feather
- 2006 : Olé (it) de Carlo Vanzina : Maggie Granger
- 2007 : The Poet (Opération Varsovie : Le Poète) de Damian Lee : Marlene Konig
- 2008 : The Cycle de Michael Bafaro : Carrie
- 2008 : Vice de Raul Inglis : Salt
- 2008 : The Garden (documentaire) de Scott Hamilton Kennedy
- 2008 : Blood Bride : Les Noces de sang (Dark Honeymoon) de David O'Malley : Jan
- 2009 : L'Antre du mal (The Devil's Ground) de Michael Bafaro : Carrie

#### Années 2010
- 2010 : A Closed Book de Raoul Ruiz : Jane Ryder
- 2012 : Eldorado (en) de Richard Driscoll : l'étrangère
- 2013 : The Hot Flashes de Susan Seidelman : Ginger
- 2014 : Skin Traffik de Ara Paiaya : Zhanna
- 2015 : I Am Michael de Justin Kelly : Deborah
- 2015 : 2047 : The Final War d'Alessandro Capone : Major Anderson

Comme réalisatrice :
- 2018 : Paradox

### Télévision

#### Téléfilms
- 1982 : Paper Dolls : Taryn Blake
- 1993 : L'Attaque de la femme de 50 pieds (Attack of the 50 Ft. Woman) : Nancy Archer
- 1998 : Rescuers: Stories of Courage: Two Families : Maria Althoff
- 1998 : Fenêtre sur cour (Rear Window) : Claudia Henderson
- 2000 : Un président en ligne de mire ou Un président en ligne de mire (First Target) : Alex McGregor
- 2001 : Jack et le Haricot magique (Jack and the Beanstalk: The Real Story) : Thespee, membre du grand concile Mac Slec
- 2006 : Les Derniers Jours de la planète Terre (en) (Final Days of Planet Earth) : Liz Quinlan
- 2007 : L'Amie de mon mari (All the Good Ones Are Married) : Alex
- 2008 : Requins : L'Armée des profondeurs : Brook Wilder
- 2008 : Kung Fu Killer (en) : Jane
- 2008 : Chasseuse de tempêtes (Storm Seekers) : Leah Kaplan
- 2013 : Le Profil de la honte (Social Nightmare) : Susan Hardy
- 2013 : Zombie Night (en) : Birdie
- 2015 : Skin Traffik : Zhanna

#### Séries télévisées
- 1997 : Gun : Jill Johnson
- 1997 : Le Dernier Parrain (The Last Don) : Athena Aquitane
- 2002 : Frasier
- 2015 - 2018 : Sense8 : Angelica

## Voix françaises
En France, Martine Irzenski est la voix française de Daryl Hannah. Micky Sébastian et Maïk Darah l'ont également doublée à trois reprises.
Au Québec, Hélène Mondoux est la voix québécoise habituelle de l'actrice.

### En France
| - Martine Irzenski dans : - Amours de vacances - High Spirits - Le Dernier Parrain (mini-série) - Un président en ligne de mire (téléfilm) - Dancing at the Blue Iguana - Jack et le Haricot magique (téléfilm) - The Job - Les Derniers Jours de la planète Terre (téléfilm) - L'Amie de mon mari (téléfilm) - Requins : L'Armée des profondeurs (téléfilm) - Kung Fu Killer (téléfilm) - Le Profil de la honte (téléfilm) - 2047 : The Final War - Sense8 (série télévisée) - Hawaii 5-0 (série télévisée) - Micky Sébastian dans : - Splash - Les Aventures d'un homme invisible - Les Grincheux - Les Grincheux 2 | - Maïk Darah dans : - Le Pape de Greenwich Village - Roxanne - Potins de femmes - Tina Sportolaro dans : - Kill Bill : Volume 1 - Kill Bill : Volume 2 Et aussi : - Elisabeth Wiener dans Blade Runner - Annie Balestra dans L'Affaire Chelsea Deardon - Michèle Bardollet dans Wall Street - Michèle Buzynski dans Crimes et Délits - Claire Guyot dans Les Fous de la pub - Isabelle Gardien dans The Gingerbread Man - Marjorie Frantz dans Une vraie blonde - Odile Cohen dans Mon Martien bien-aimé - Anne Kerylen dans Fenêtre sur cour (téléfilm) - Céline Monsarrat dans Hard Cash - Déborah Perret dans Northfork |

### Au Québec
| - Hélène Mondoux dans : - Un lieu indestructible - Trop, c'est trop - Mon Martien bien-aimé - Le Temps d'un automne - Tuer Bill : Volume 1 - Tuer Bill : Volume 2 - Silver City: La montagne électorale - Meilleurs que les Stein | Et aussi : - Geneviève De Rocray dans Les mémoires d'un homme invisible - Catherine Sénart dans Blade Runner : Le Montage du Réalisateur - Marie-Andrée Corneille dans Les Vieux Grincheux - Nathalie Coupal dans Encore les Vieux Grincheux |

## Distinctions
- Saturn Awards 1984 : Meilleure actrice pour Splash
- Razzie Awards 1987 : Pire actrice dans un second rôle pour Wall Street[7]
- Berlinale 1994 : Meilleur court-métrage
- Saturn Awards 2004 : Meilleur second rôle féminin Kill Bill Vol 2
- MTV Movie Awards 2005 : Meilleur combat pour Kill Bill Vol 2